# Cecilie von Preußen (1917–1975)

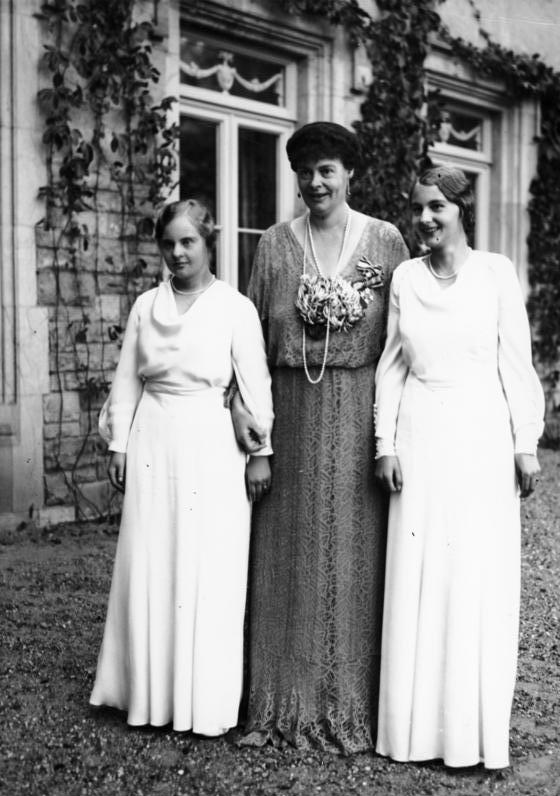
Von rechts nach links: Cecilie, ihre Mutter Cecilie sowie Schwester Alexandrine im Jahr 1934

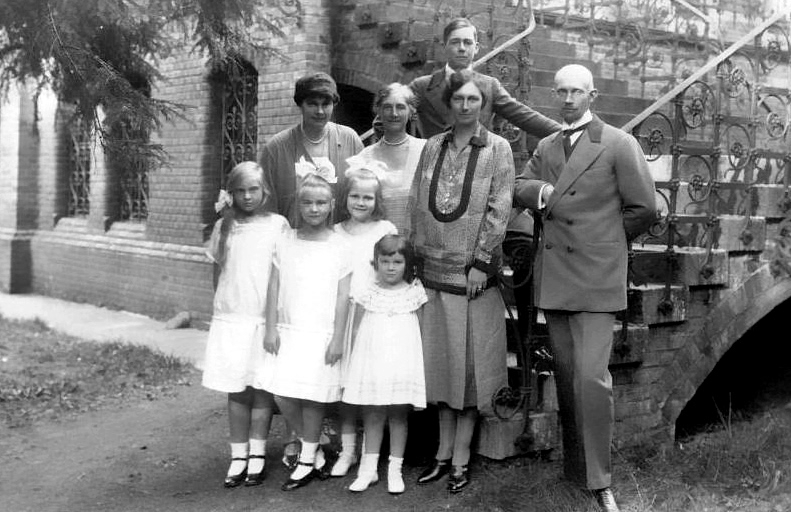
Familientreffen in Gelbensande (1920er Jahre) Cecilie in der zweiten Reihe vor ihrer Mutter. Ganz rechts Großherzog Friedrich Franz IV. von Mecklenburg-Schwerin.

Cecilie Viktoria Anastasia Zita Thyra Adelheid Prinzessin von Preußen (* 5. September 1917 im Schloss Cecilienhof, Potsdam; † 21. April 1975 in Königstein im Taunus) war das jüngste Kind des Kronprinzen Wilhelm und Angehörige des Hauses Hohenzollern.

## Leben
Cecilie wurde 1917 als jüngstes Kind des Kronprinzen Wilhelm und seiner Gemahlin Cecilie im Schloss Cecilienhof geboren. Dorthin war ihre Familie erst vier Wochen zuvor gezogen. Nach der Novemberrevolution verließ ihre Mutter Potsdam und zog mit ihr und ihren älteren Geschwistern für die nächsten Jahre nach Oels (Provinz Schlesien), wo der Familie das renovierte Schloss Oels geblieben war.
Von 1932 bis 1934 ging Cecilie auf das Damenstift in Heiligengrabe, bevor sie im hohenzollerschen Hausarchiv in Berlin tätig war. Im Zweiten Weltkrieg arbeitete Cecilie in der Apotheke des Potsdamer Reservelazarettes, bevor sie ihr Examen als Schwesternhelferin beim Deutschen Roten Kreuz ablegte. Als sich die Rote Armee Berlin näherte, floh sie nach Wolfsgarten, wo sie von ihren hessischen Verwandten aufgenommen wurde.
1949 heiratete Cecilie auf Burg Hohenzollern den texanischen Innenarchitekten Clyde Kenneth Harris. Sie hatte ihn kennengelernt, als er als Kontrolloffizier für Kunstsammlungen das Schloss Wolfsgarten inspizierte. Sie folgte ihm in die USA, in seine Heimatstadt Amarillo und erwarb als Mrs. Clyde Harris die amerikanische Staatsbürgerschaft. In Amarillo brachte sie 1954 ihre einzige Tochter Kira zur Welt. Vier Jahre darauf starb ihr Mann.
Cecilie starb 1975 überraschend während eines Kuraufenthaltes in Königstein im Taunus. Sie wurde auf dem kleinen Familienfriedhof im Offiziersgärtchen der St. Michaels-Bastei innerhalb der Burg Hohenzollern beigesetzt, wo sich auch die Grabstätten ihrer Eltern befinden.

## Nachkommen
Cecilie und ihr Ehemann hatten eine Tochter:
- Kira Alexandrine Brigid Cecilie Ingrid Harris (* 20. Oktober 1954) ⚭ 1982–1994 John Mitchell Johnson (* 12. Mai 1951):
  - Philip Louis Johnson (* 18. Oktober 1985)[2]